# Ilyen a formám
Az Ilyen a formám (eredeti cím: The Back-Up Plan) 2010-ben bemutatott amerikai romantikus filmvígjáték Alan Poul rendezésében. A főszerepben Jennifer Lopez és Alex O’Loughlin látható.

## Cselekmény
A New Yorkban élő Zoe (Jennifer Lopez) csinos és sikeres, és egész életében az igazit kereste. Úgy véli, hogy a gyerekek és egy vele egykorú férfi már régóta esedékesek, de a sok sikertelen randevú után feladja a keresést. Úgy dönt, hogy mesterséges megtermékenyítésnek veti alá magát. Közvetlenül a beavatkozás után a véletlen összehozza Stannel (Alex O’Loughlin), akivel rögtön egymásba szeretnek. 
A következő hetekben Zoe mindent megtesz, hogy titokban tartsa a terhességet Stan előtt, ami persze nem sikerül. Stan azonban Zoe és ikrei mellett áll, és támogatja őt a következő hónapokban. Zoe hormonális káosza és a szülésre való felkészülés között azonban kapcsolatuk háttérbe szorul, és közvetlenül a babák születése előtt kiderül, hogy nem sokat tudnak egymásról.
Miután a babák megszületnek, Stan megnyitja régóta várt üzletét, és a megnyitón megkéri Zoé kezét, aki elfogadja a lánykérést. A zárójelenetben a nő elhányja magát, és kiderül, hogy ismét terhes.

## Szereplők
| Szerep               | Színész              | Magyar hang      |
| -------------------- | -------------------- | ---------------- |
| Zoe                  | Jennifer Lopez       | Pikali Gerda     |
| Stan                 | Alex O'Loughlin      | Szabó Máté       |
| Mona                 | Michaela Watkins     | Bertalan Ágnes   |
| Clive                | Eric Christian Olsen | Hujber Ferenc    |
| Apuka a játszótéren  | Anthony Anderson     | Galambos Péter   |
| Daphne               | Noureen DeWulf       | Tompos Kátya     |
| Carol                | Melissa McCarthy     | Braun Rita       |
| Arthur               | Tom Bosley           | Versényi László  |
| Lori                 | Maribeth Monroe      | Pálfi Kata       |
| Olivia               | Danneel Ackles       | Peller Mariann   |
| Dr. Scott Harris     | Robert Klein         | Papp János       |
| Nagyi                | Linda Lavin          | Tóth Judit       |
| Tabitha              | Carlease Burke       | Bognár Gyöngyvér |
| Sara                 | Amy Block            | Molnár Ilona     |
| Eladó a baba boltban | Jennifer Elise Cox   |                  |
| Louie                | Adam Rose            | Hamvas Dániel    |
| Önmaga               | Cesar Millan         | Kapácsy Miklós   |
| Shirley              | Peggy Miley          |                  |
| Dakota               | Sadie May Beebe      | Koller Virág     |
| Mack                 | Logan Lauriston      |                  |

## Fordítás
- Ez a szócikk részben vagy egészben  a   Plan B für die Liebe című német Wikipédia-szócikk fordításán alapul.  Az eredeti cikk szerkesztőit annak laptörténete sorolja fel. Ez a jelzés csupán a megfogalmazás eredetét és a szerzői jogokat jelzi, nem szolgál a cikkben szereplő információk forrásmegjelöléseként.